# DeepMind
DeepMind Technologies Limited is een Brits bedrijf gespecialiseerd in kunstmatige intelligentie. Het werd opgericht in september 2010, en overgenomen door Google in 2014.
Het bedrijf heeft een neuraal netwerk gebouwd dat videospellen kan leren spelen ongeveer zoals een mens dat kan, en een Neural Turing Machine, een neuraal netwerk dat een extern geheugen kan gebruiken zoals een gewone turingmachine, waardoor een computer ontstaat die het kortetermijngeheugen van een menselijk brein nabootst.
Het bedrijf haalde het nieuws in 2016 doordat hun programma AlphaGo voor de eerste keer een professionele speler van het denkspel Go versloeg.
Een meer relevante toepassing van AI is het berekenen van de ruimtelijke structuur van eiwitten. Hiervoor was vroeger per eiwit een ploeg specialisten meerdere maanden bezig. Met het neuraal netwerk AlphaFold zijn ongeveer 98,5% van de menselijke eiwitten in kaart gebracht.